# چوی ته هوان
چوی ته هوان (کره‌ای: 최태환؛ زادهٔ ۲۸ فوریه ۱۹۸۹) بازیگر اهل کره جنوبی است.

## فیلم‌شناسی

### فیلم
| سال  | عنوان         | نقش              |
| ---- | ------------- | ---------------- |
| ۲۰۱۵ | اسپید         | سونگ ده سونگ     |
| ۲۰۱۶ | کارآگاه شبح   |                  |
| ۲۰۲۰ | قلب           | جه سوب           |
| ۲۰۲۱ | مأموریت: ممکن | کوچک‌ترین کارآگاه |

### فیلم تلویزیونی
| سال  | عنوان            | نقش    |
| ---- | ---------------- | ------ |
| ۲۰۱۵ | من دنبال تو هستم | لی کون |

### مجموعه تلویزیونی
| سال  | عنوان                                     | نقش                          |
| ---- | ----------------------------------------- | ---------------------------- |
| ۲۰۱۲ | درامای ویژه کی‌بی‌اس: گزارش اکولوژی تالاب‌ها | سانگ جین                     |
| ۲۰۱۳ | وارثان                                    | لی سانگ وو                   |
| ۲۰۱۴ | راز عشق و عاشقی                           | سون جانگ هو                  |
| ۲۰۱۴ | امتحان الهی                               | پارک سو یونگ (فصل ۴، قسمت ۴) |
| ۲۰۱۴ | هتل مخفی من                               | جانگ کی چول                  |
| ۲۰۱۴ | بالرین                                    | لی پیونگ هو                  |
| ۲۰۱۵ | درامای ویژه کی‌بی‌اس: Hair Day              | بیون این بوم                 |
| ۲۰۱۵ | دانشمند شبگرد                             | هو جین                       |
| ۲۰۱۵ | گربه خیالی                                | لی وان                       |
| ۲۰۱۶ | مادام آنتوان: درمانگر عشق                 | سونگ هو (قسمت ۵–۶)           |
| ۲۰۱۶ | زنی با یک چمدان                           | چوی هون سوک                  |
| ۲۰۱۶ | The Facetale: Cinderia                    | وانگ سه سون                  |
| ۲۰۱۷ | ملکه حلقه                                 | ما دوک چان                   |
| ۲۰۱۸ | عشق جادوگر                                | چوی مین سو                   |
| ۲۰۱۹ | زندگی مخفی منشی من                        | اون جونگ سو                  |
| ۲۰۱۹ | دفترچه خاطرات یک روانی                    | شین سوک هیون                 |
| ۲۰۲۰ | نه متشکرم                                 | کیم چول سو                   |
| ۲۰۲۱ | سلام منم                                  | چا سونگ سوک                  |
| ۲۰۲۱ | بازرس مخفی سلطنتی و جوی                   | پارک دو سو                   |
| ۲۰۲۳ | مأمور تحویل                               | نا سوک جین                   |
| ۲۰۲۳ | مهمانسرای رمانتیک مخفی                    | یون گو نام                   |
| ۲۰۲۳ | پادشاه سرزمین                             | سو چونگ جه                   |